# マーゴ・ラナガン
マーゴ・ラナガン（Margo Lanagan、1960年 – ）は、オーストラリア人小説家である。

## 経歴
1960年、オーストラリアニューサウスウェールズ州生まれ。
2005年、2009年、2010年に世界幻想文学大賞、2001年、2005年、2009年にディトマー賞を受賞した。

## 受賞歴
- 世界幻想文学大賞 
  - 2005年　短編　（Singing My Sister Down（「沈んでいく姉さんを送る歌」）に対して）
  - 　コレクション　（Black Juice（『ブラックジュース』）に対して）
  - 2009年　長編　（Tender Morselsに対して）
  - 2010年　中編　（Sea-Heartsに対して）
- ディトマー賞
  - 2001年　Best Collected Work　（White Timeに対して）
  - 2005年　Best Collected Work　（Black Juiceに対して）
  - 　Best Short Story　（"Singing My Sister Down"に対して）
  - 　Best Professional Achievement　（Black Juiceに対して）
  - 2009年　Best Novel　（Tender Morselsに対して）
  - 　Best Short Story　（The Goosleに対して）

## 主な作品

### 小説
- Temper, Temper (1990)
- New Girl (1990)
- WildGame (1991)
- The Cappuccino Kid (1991)
- Star of the Show (1991)
- The Girl in the Mirror (1991)
- Cover Girl (1992)
- Nowhere Girl (1992)
- Misty Blues (1993)
- On the Wildside (1993)
- The Best Thing (1995)
- Touching Earth Lightly (1996)
- The Singing Stones: The Lost Shimarron (2007)
- Tender Morsels (2008)
- Watered Silk (2011)

### 短編集
- White Time (2000)
- Black Juice（『ブラックジュース』） (2004)
- Red Spikes (2006)
- Yellowcake (2011)
- Zombies vs. Unicorns (2011)

### 短編
- "en:A Fine Magic" (2006)
- "Winkie" (2006)
- "Machine Maid" (2008)
- "A Dark Red Love Knot" (2009)

## 日本語訳された作品
- 『ブラックジュース』奇想コレクション、佐田千織訳、河出書房新社、2008年